# Olympische Sommerspiele 2004/Teilnehmer (Sudan)
| Gelbes Symbol für Goldmedaillen mit stilisierten Olympischen Ringen | Graues Symbol für Silbermedaillen mit stilisierten Olympischen Ringen | Braundes Symbol für Bronzemedaillen mit stilisierten Olympischen Ringen |
| ------------------------------------------------------------------- | --------------------------------------------------------------------- | ----------------------------------------------------------------------- |
| —                                                                   | —                                                                     | —                                                                       |

Der Sudan nahm an den Olympischen Sommerspielen 2004 in der griechischen Hauptstadt Athen mit  fünf Sportlern, einer Frau und vier Männern, teil.

## Teilnehmer nach Sportarten

### Leichtathletik
Frauen
- Yamilé Aldama

- Dreisprung: 5. Platz

Männer
- Nagmeldin Ali Abubakr

- 400 Meter: Vorläufe

- Ismail Ahmed Ismail

- 800 Meter: 8. Platz

- Peter Roko-Ashak

- 1500 Meter: nicht angetreten

- Todd Matthews-Jouda

- 110 Meter Hürden: 2. Runde